# Piotrowo (powiat nowodworski)
Piotrowo – osada w Polsce położona w województwie pomorskim, w powiecie nowodworskim, w gminie Nowy Dwór Gdański na obszarze Żuław Wiślanych. Wieś wchodzi w skład sołectwa Starocin.
W latach 1975–1998 miejscowość administracyjnie należała do województwa elbląskiego.
W 1840 we wsi powstała pierwsza parowa przepompownia wód na Żuławach